# Israel Valadez
José Israel Valadéz Trujillo (Guanajuato, México, 20 de septiembre de 1978) es un exfutbolista mexicano que juega en la posición de Delantero, en el Club Irapuato.

## Trayectoria
Debutó con el Club León en el Invierno 2000 en el empate de su club frente a Monarcas Morelia a dos goles partido correspondiente a la jornada 15 jugando 15 minutos del partido.
En su torneo debut jugaría solo dos partidos y marcaría un triplete, en los siguientes torneos no logra encuadrar en el plantel titular participó con ellos en cinco torneos estando solamente en catorce juegos marcando solo un gol anotando en su único tanto en la derrota frente a CF Monterrey siendo goleados.
Luego de malos resultados perdieron la categoría y disputó su último torneo con ellos en la Primera División 'A', hasta que para el Clausura 2003 se fue al Celaya teniendo un paso fugaz y corto y para la siguiente campaña la desempeño jugando con el Lagartos de Tabasco permaneciendo por dos torneos y luego se fue a jugar con el CF Cobras de Ciudad Juárez donde había culminado su carrera debido a no arreglarse en ese entonces con ningún club.
Se encontraba retirado del fútbol y se dedicaba a entrenar a clubes inferiores y estuvo así por dos años hasta que para el Apertura 2008 recibió una oferta del Irapuato FC y haría su regreso oficial a las canchas el sábado 2 de agosto de 2008 en el empate a ceros frente al Club Tijuana

### Clubes
| Club                | País                | Año             | Partidos | Goles | Media |
| ------------------- | ------------------- | --------------- | -------- | ----- | ----- |
| A.C. León           | México              | 2000 - 2002     | 15       | 1     | 0.07  |
| Atlético Celaya     | México              | 2003            | 8        | 0     | 0     |
| Lagartos de Tabasco | México              | 2003 - 2004     | 19       | 3     | 0.16  |
| C.F. Cobras         | México              | 2004 - 2005     | 30       | 5     | 0.17  |
| Club                | México              | 2008 - 2012     | 71       | 12    | 0.17  |
| Total en su carrera | Total en su carrera | 2000 - Presente | 143      | 21    | 0.15  |

- Datos: Q20016911